# 三国志外伝 曹操と華佗
『三国志外伝 曹操と華佗』（さんごくしがいでん そうそうとかだ、原題：華佗与曹操）は1984年の中国映画。三国志に登場する名医華佗と権力者曹操の確執を描く。日本では第6回中国映画祭で『三国志外伝』の邦題で上映されたが一般公開はされず、『三国志外伝 曹操と華佗』の邦題でビデオ化された。

## キャスト
- 華佗：鄭乾竜
- 曹操：王洪生
- 荀彧：丁嘉元
- 許褚：張毅燃
- 夏侯惇：虞桂春
- 曹丕：楊新洲
- 曹沖：董文綱
- 華佗の妻：龔雪

## スタッフ
- 監督：黄祖模
- 脚本：陶原、郁方
- 撮影：沈妙栄
- 美術：陳紹勉
- 音楽：肖珩